# Arkhale
Arkhale (nep. अर्खले) – gaun wikas samiti w zachodniej części Nepalu w strefie Lumbini w dystrykcie Gulmi. Według nepalskiego spisu powszechnego z 2001 roku liczył on 1346 gospodarstw domowych i 6650 mieszkańców (3660 kobiet i 2990 mężczyzn).